# 甘孜寺
甘孜寺位於四川省甘孜藏族自治州甘孜縣，文物遺址年代判定為清代。為藏傳佛教的重要寺院。2007年6月1日公佈為四川省第七批文物保護單位。